# Kaceřov, Sokolov
Kaceřov là một làng thuộc huyện Sokolov, vùng Karlovarský, Cộng hòa Séc.